# Мехробод (район Рудаки)
Мехробо́д (тадж. Меҳробод; до 2008 года — Учкул) — село в районе Рудаки Республики Таджикистан. Входит в состав джамоата (сельской общины) Чоряккорон района Рудаки.
Находится недалеко от г. Душанбе, на расстоянии 23 км от райцентра (пгт. Сомониён) и 2 км от центра общины (село Чоряккорон).
Население — 3352 чел. (2017).